# Jass (miniserial)
Jass (ang. Jass Time!, 1993) – brytyjski serial fabularny.

## Fabuła
Edukacyjny miniserial fabularny, w którym dziewiętnastolatek Jass pokazuje jak w prosty sposób możemy stworzyć ciekawe rzeczy. Przedmioty, których używa, to rzeczy domowego użytku tj. szczotka, nożyczki, łyżka itp.

## Obsada
- Jass Ahluwalia